# Dendrobium obtusum
Dendrobium obtusum är en orkidéart som beskrevs av Rudolf Schlechter. Dendrobium obtusum ingår i släktet Dendrobium, och familjen orkidéer. Inga underarter finns listade i Catalogue of Life.